# Рок і фортуна
«Рок і фортуна» — радянський музичний художній фільм 1989 року, знятий режисером Микитою Орловим.

## Сюжет
Музична кіноповість про популярний гурт «Машина часу».

## У ролях
- Андрій Макаревич — головна роль
- Олександр Кутіков — головна роль
- Валерій Єфремов — епізод
- Олександр Зайцев — епізод
- Антон Адасинський — епізод
- Євген Маргуліс — епізод
- Юрій Борзов — епізод

## Знімальна група
- Режисер — Микита Орлов
- Сценарист — Микита Орлов
- Оператори — Борис Кочеров, Віктор Пищальников, Ігор Панов
- Композитори — Олександр Градський, Андрій Макаревич